# فرودگاه ناریان-مار
فرودگاه ناریان-مار (به روسی: Аэропорт Нарьян-Мар) فرودگاهی عمومی نظامی واقع در ناریان-مار در کشور روسیه است که توسط JSC "Naryan-Mar United Aviation Squadron" اداره می‌شود.

## شرکت‌های هواپیمایی و مقصدهای پروازی
| شرکت‌های هواپیمایی | مقصدهای پروازی            |
| ----------------- | ------------------------- |
| کومی‌اویاترنس      | کیروف پوبدیلوف، سیکتیوکار |
| Nordavia          | تالاگی، پالکوو            |
| یوتی‌ایر اوییشن    | ونوکووا                   |
| UVT Aero          | قازان، بولشویه ساوینو     |